# Mouzillon
Mouzillon is een gemeente in het Franse departement Loire-Atlantique (regio Pays de la Loire). De plaats maakt deel uit van het arrondissement Nantes. Mouzillon telde op 1 januari 2022 2.903 inwoners.

## Geografie
De oppervlakte van Mouzillon bedroeg op 1 januari 2022 16,5 vierkante kilometer; de bevolkingsdichtheid was toen 175,9 inwoners per km².

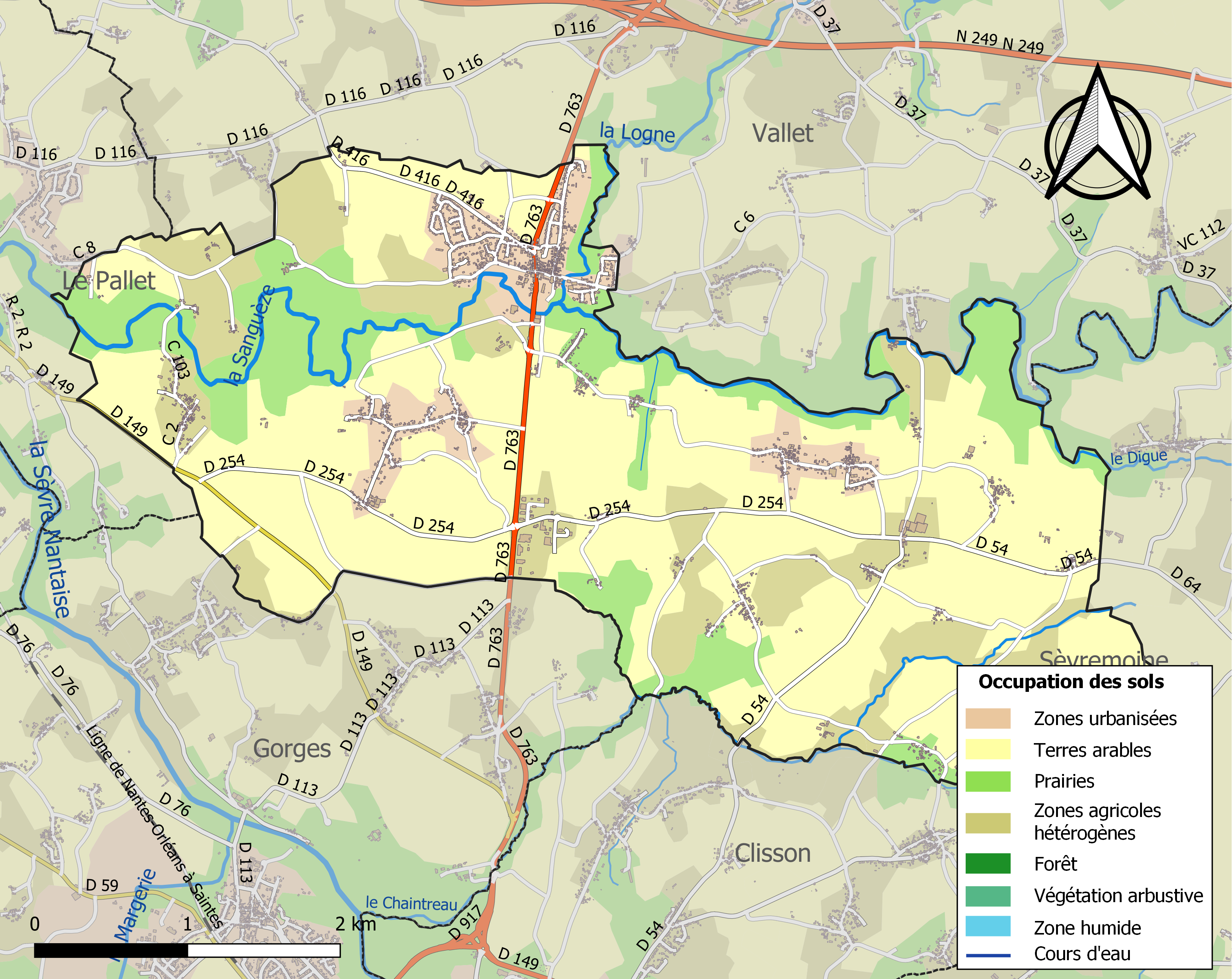
Kaart van de gemeente met de belangrijkste infrastructuur, bodemgebruik en omliggende gemeenten

## Demografie
Onderstaande figuur toont het verloop van het inwonertal (bron: INSEE-tellingen).